# Coenosia bevicauda
Coenosia bevicauda este o specie de muște din genul Coenosia, familia Muscidae, descrisă de Adrian C. Pont în anul 2005.
Este endemică în Armenia. Conform Catalogue of Life specia Coenosia bevicauda nu are subspecii cunoscute.